# Romano Riedo

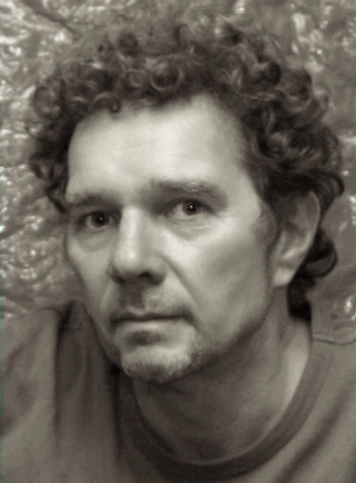
Romano Riedo (2007)

Romano P. Riedo (* 1957 in Freiburg im Üechtland) ist ein Schweizer Fotograf mit Schwerpunkt Reportage.

## Leben
Riedo wurde 1957 in Freiburg geboren und wuchs in Düdingen (Kanton Freiburg) auf. Er legte die eidgenössische Matura Typus B im Jahr 1977 am Gymnasium in Freiburg (Kollegium St. Michael) ab.
Er interessierte sich in frühen Jahren für Literatur, Philosophie und Psychologie. In der Jugend führte er Jobs als Marroniverkäufer, Handlanger, Geometergehilfe, Hilfsmaler, Pferdekutscher, Postaushelfer, Verkäufer und Alphirt aus.
Er arbeitet als freier Fotograf und Journalist unter anderem für Transhelvetica, Berner Zeitung, Der Sonntag, NZZ am Sonntag, L'Hébdo, L'Illustré, Le Temps, Radio-Magazin, anthos, Freiburger Nachrichten, La Liberté, Schweizer Familie, Beobachter, Schweizer Illustrierte, annabelle, Plädoyer, 4 bis 8, Rheinischer Merkur, Licorne Verlag, Der Bund, Basler Zeitung, Brückenbauer, Cooperation, Le Nouveau Quotidien, Revue Schweiz, Via Magazin SBB, Schweizer Woche, Newland, Modeblatt.

## Das fotografische Werk
Der Mensch und seine Umwelt im Spannungsfeld von Tradition und Globalisierung stehen im Zentrum seines Werkes. Der Reportagefotografie verpflichtet, arbeitet er bevorzugt mit Weitwinkelobjektiven, um die Menschen in ihrem Umfeld zu zeigen. Charles-Henri Favrod (Musée de l’Elysée), Gründer und langjähriger Direktor des Museums für Fotografie in Lausanne schreibt dazu: "Jedes einzelne Bild vermittelt Emotionen, konzentriert den Blick, deutet und folgert. Die Fotografie geht viel weiter als die bloße Anekdote. Sie liefert Informationen und dauerhafte Spuren. Sie stützt die Erinnerung, hält Zeit fest und Licht. Und trotz ihrer Präzision weckst sie Träume und stimuliert die Fantasie." (In "Alpzeit", 1996).
Neben Aufträgen für Presse und Werbung realisiert er grosse Reportagen, gestaltet Bildbände und Ausstellungen in Museen und Galerien.
Er besitzt eine autodidaktische Ausbildung zum Fotografen. 1985 kamen erste Publikationen heraus, seit 1986 ist er als freischaffender Journalist und Fotograf für Schweizer Medien tätig und arbeitet auch als Textjournalist.
1994 veröffentlicht er seinen ersten Schwarzweiss-Bildband (Eisträume). Das zweisprachige Werk ist eine Reportage über den Freiburger Eishockeyclub und sein Publikum zur Zeit von Wjatscheslaw Bykow und Andrei Chomutow.
Die Arbeit Alpzeit wurde in zahlreichen Museumsausstellungen gezeigt, mit dem SAB-Preis für Kulturschaffende ausgezeichnet und von Pro Helvetia unterstützt. Der Fotograf beschäftigt sich darin eingehend mit der Alpwirtschaft und dem Bergbauern-Alltag in der Schweiz.
Im Auftrag und in Zusammenarbeit mit dem Deutschfreiburger Heimatkundeverein veröffentlichte er 2004 Allergattig Lütt. In diesem Buchprojekt porträtierte er Facetten des Alltags im deutschsprachigen Teil des Kantons Freiburg.
Mehrere Jahre fotografierte er im Greyerz für das Reportage-Projekt La Gruyère – Arrêt sur images. Die Region erlebt einen wirtschaftlichen Boom, Riedo zeichnet dabei exemplarisch die Entwicklung einer Gesellschaft zwischen Tradition und Moderne nach.
Sein Langzeitprojekt "Hinterland, 1993 – 2013" über die Lebenswelt von Bergbauern in der Schweiz, wurde 2014 mit dem Swiss Press Photo Preis in der Kategorie Reportagen ausgezeichnet.
Neben dem Schwerpunkt Schwarz-Weiss-Reportagen FineArt-Photographie, unter anderem mit dem Polaroid SX-70-Film.
Er erhielt unter anderem Unterstützung durch Pro Helvetia, Migros-Kulturprozent, Kulturelles Departement des Kantons Freiburg, Bank Raiffeisen, Polaroid Schweiz, Ilford SA und der Kulturabteilung der Stadt Bern.
Seine Werke sind unter anderem in der kantonalen Sammlung des Kunstmuseums Freiburg, Schweiz und in der Kunstsammlung des Kantonsspitals Aarau vertreten.
Sein Bildarchiv wird im Internet zugänglich gemacht und zeigt mehrere tausend Fotografien mit dem Bildarchiv Schweiz und Romandie.

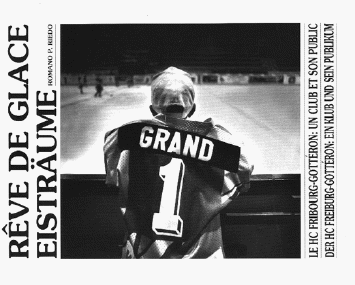
Titelbild des Fotobandes Eisträume – Rêve de glace
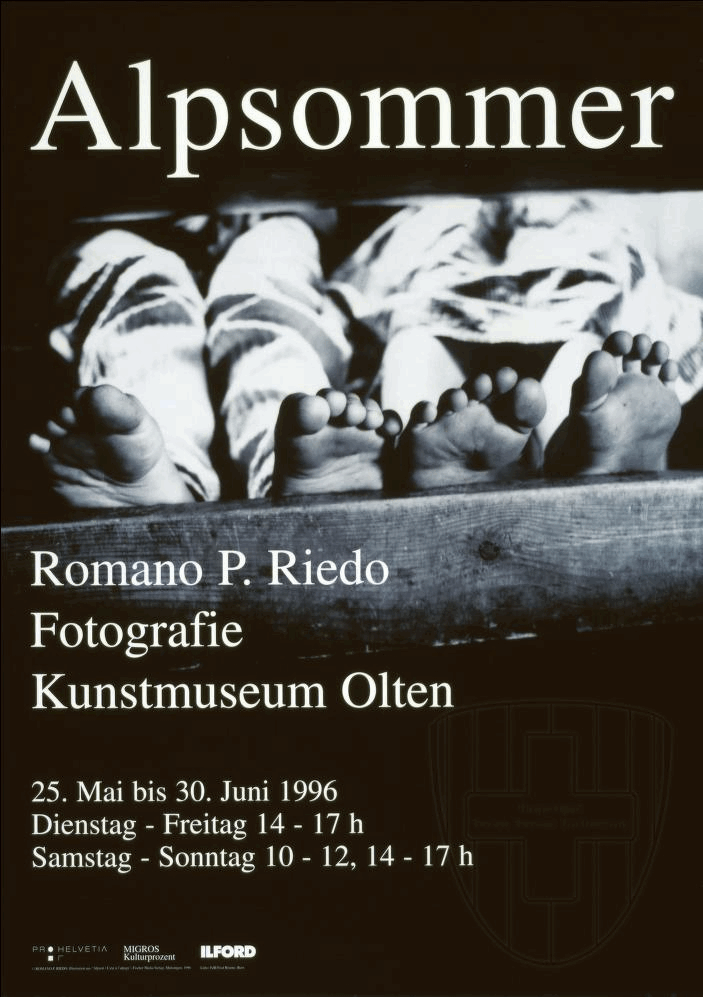
Ausstellungsplakat "Alpsommer"
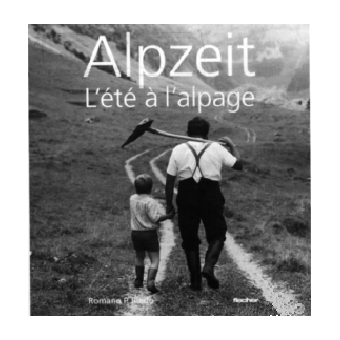
Titelbild des Fotobandes Alpzeit
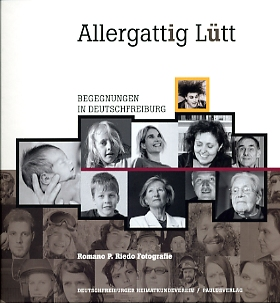
Titelbild des Bildbandes Allergattig Lütt
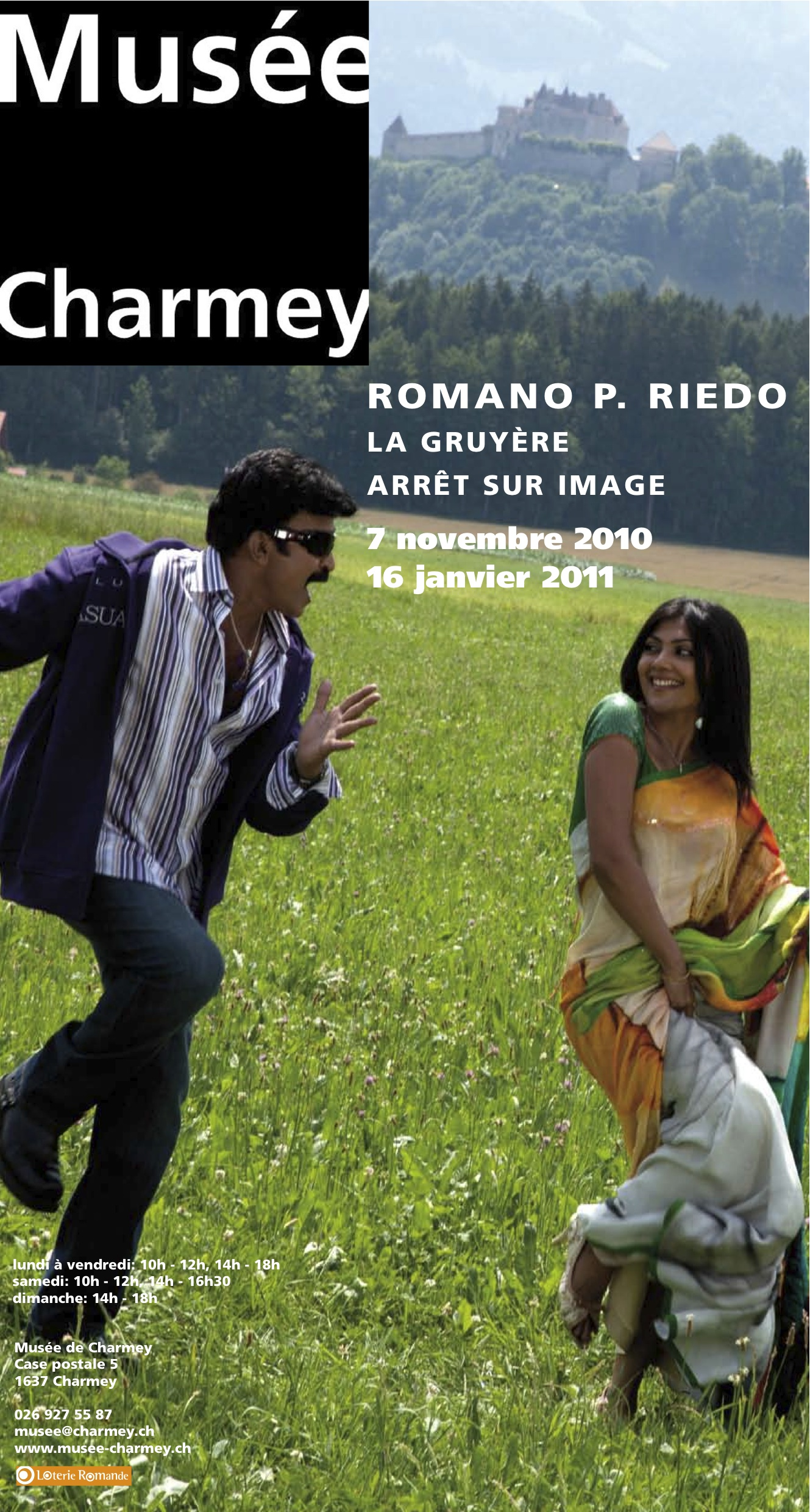
Ausstellungsplakat Bollywood im Greyerz
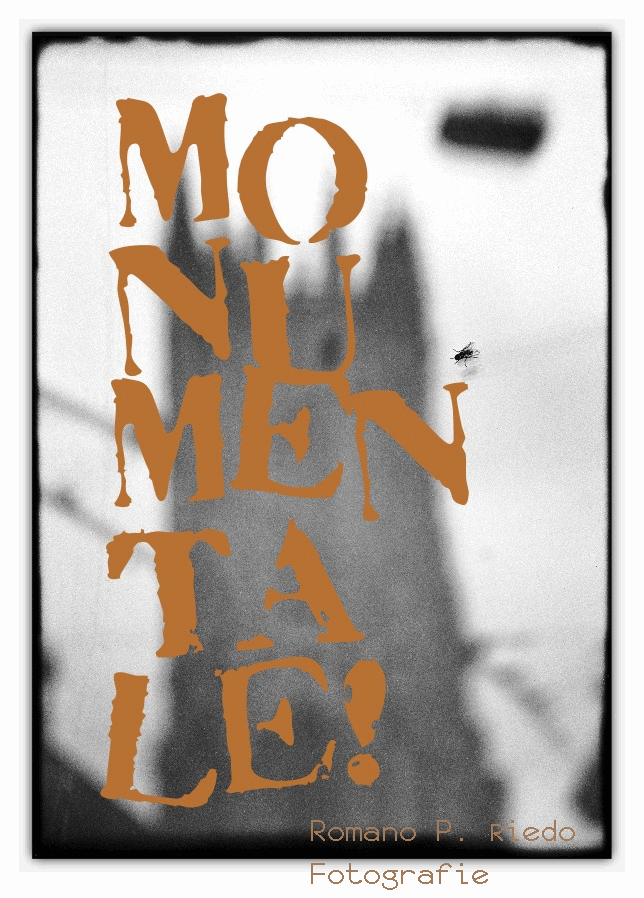
Fotoausstellung mit Bildern der Kathedrale St. Nikolaus in Freiburg
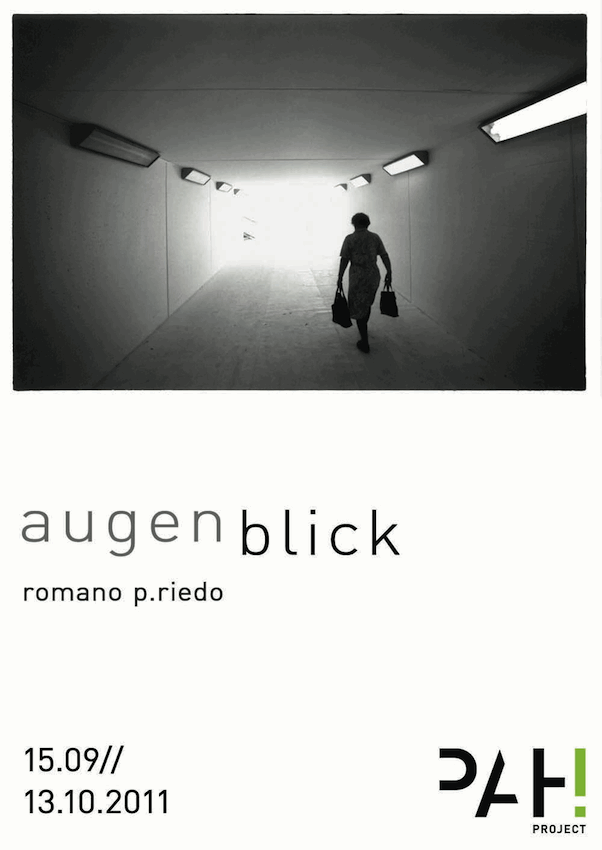
augen-blick
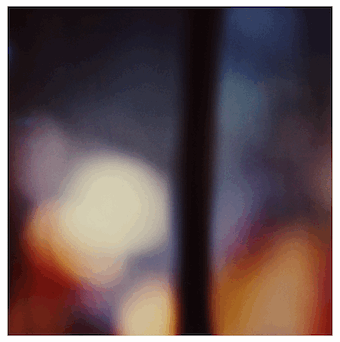
Polaroid-Fotografie von Romano Riedo
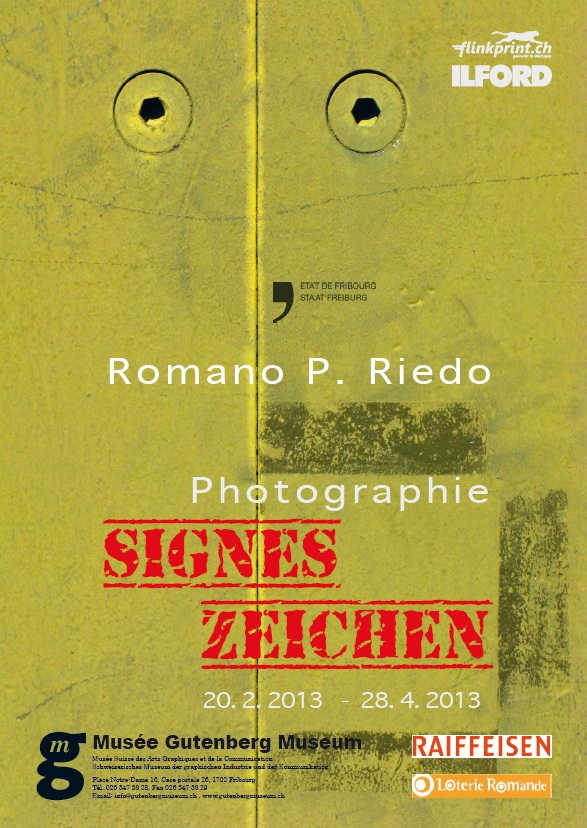
Plakat Fotoausstellung Museum Gutenberg

## Ausstellungen

### Museumsausstellungen
- Sensler Museum Tafers, Gottéron & Co., 1995
- Kunstmuseum Olten 1996 («Alpsommer»)
- Museum Ballenberg, Brienz 1998 («Alpzeit»)
- Musée Gruérien, L'été à l'alpage (1996)
- Bibliothèque cantonale et universitaire, Fribourg, 2004 («Gens d‘ici -Allergattig Lütt»)
- Musée Charmey, "La Gruyère - Arrêt sur images", 2011–2012
- Museum Gutenberg Freiburg – SIGNES | ZEICHEN, 2013
- Schloss Greyerz. Alpland, 2016[4]
- Au Café - Treffpunkt Wirtshaus, 80 Fotografien zum Thema Wirtshaus, Museum für Kunst und Geschichte, Freiburg 2018
- FRAGILE(S) - Musée Suisse du papier Peint, Mézières, 2020[5]
- Hier - Dort | Ici - Là-bas, Museum Murten, 2020[6]
- Musée Gruérien 2023, Estivages[7]

### Einzelausstellungen
- Estivages, Musée Gruérien, Bulle, 2023–2024[8]
- Irish Moments, Irish Festival Fribourg, 2023
- Alles so schön bunt hier, 9a am Stauffacherplatz, Bern[9]
- Contre la Montre, blueFACTORY Fribourg, Freiburg 2018
- LivrEchange – die andere Bibliothek, 2017/18
- Cyclope Photo, "Live Album", 2016
- Schloss Greyerz, "Alpland", 2016[10]
- Forme+Confort Fribourg, 2016
- Nuithonie Théâtre, "Hinter den Kulissen | L'envers du décor", Fribourg, 2015
- La Spirale, Music is My Life, 2014
- Villa Jauss, Oberstdorf (Deutschland), Juni 2014
- Galerie Le Tunnel, Gens d'ici – Lütt vo hie", April 2014
- Le Vide-Poches, Marsens, März 2014
- Passage Expo HFR, Gruyère globale – Agglo Greyerz (2012)
- Galerie Le Tunnel (M O N U M E N T A L E; la cathédrale St. Nicolas de Fribourg) 2011
- PAH Project, Fribourg: a u g e n | b l i c k, Sept. 2011
- Museum St. Antönien – Hotel Rhätia
- 9a am Stauffacherplatz, Bern, mai 2010
- Galerie – Atelier Fribourg Nord, 2008 ("Petits Riens");
- Galerie Restaurant Hotel de Ville, Fribourg, 2007 / 2009
- SRG SSR idee suisse, Medienzentrum, Bern ("Allergattig Lütt")
- ONO Galerie, Kramgasse 6. Bern, 2007
- GalerieFri, Fribourg 2006 («Color Work 2»)
- Galerie Atelier 17, Freiburg 2006 («Color Work, Part 1»)
- Schloss Überstorf 2005
- Collège du Sud, Bulle 2005
- Primarschule, Jaun 2005
- Stiftung Applico, Schmitten 2005
- OS Kerzers 2005;
- Museum Murten, 2005
- Bibliothèque cantonale et universitaire, Fribourg, 2004 («Gens d‘ici -Allergattig Lütt»)
- Galerie Gulliver, Freiburg 2003 («Instants d‘Asie»)
- La Spirale, «Make a Jazz Noise Here», 2002
- Galerie Post, Bezau 1996 («Alpsommer»)
- Kunstverein Oberwallis, Galerie zur Matze, Stockalpaer, Brig 1996
- Berner Fotogalerie, Bern 1996 («Polaroïd Work»)
- Musée d'art, Olten 1996 («Alpsommer»)
- Ilford Galerie, Freiburg 1994 («Mir Senne heis luschtig»)
- Galerie La Spirale, Freiburg 1987 («Autrement»)

### Kollektivausstellungen
- Kantons- und Universitätsbibliothek, Fribourg 1995
- Musée du Pays et du Val, Charmey 2005
- Artposition Payerne 2008 / 2009
- Kraevedtcheski Museum, Novosibirsk[11]
- Sensler Museum, Tafers, Humor
- Musée de Charmey, Tout en vache, 2014
- Swiss Press Photo, Landesmuseum Zürich, 2014, Chateau Prangins 2014–15
- Libro Libero, Centre Culturel de l' Ancienne Gare, Freiburg 2015
- 2m2, 22 Freiburger Fotografen, Museum Murten, 2018
- Mane, Sensler Museum, Tafers, 2020
- Storytelling, PPAF, Galerie Hofstetter, Freiburg, 2020
- Sage herbier - Herbes folles, Centre Pro Natura, Champ-Pittet, 2023

### Kuratorische Arbeit - Ausstellungsgestaltung
- Museum Gutenberg Freiburg – SIGNES | ZEICHEN, 2013
- Collection éphémère, Galerie Centre Culturel Le Vide-Poches, Marsens (Kanton Freiburg) 2018
- FRAGILE(S) - Musée Suisse du papier Peint, Mézières, 2020
- Estivages, Musée Gruérien, 2023–24

## Publikationen
- Rève de glace – Eisträume. Editions Fragnière, Fribourg 1994
- Alpzeit – l'été à l'alpage. Fischer Media Verlag, Gümligen 1996, ISBN 3-85681-344-6
- Allergattig Lütt. Ed. St. Paul, Fribourg 2004, ISBN 3-7228-0640-2
- La Gruyère – Arrêt sur images. Editions Gruèriennes, Bulle 2010, ISBN 2-88498-013-X
- "Hinterland", 1993–2013. San Francisco, 2013
- Live Album, Portfolio, Limited Edition 10/10, Freiburg 2016
- Contre La Montre, Editions éphémères, Fribourg 2018
- Artefakte | Artefacts, Editions éphémères, Fribourg 2019
- Hotel Tourist, Edition Le Cric, Fribourg, 2020
- Estivages. Editions éphémères, Fribourg, 2023